# Sheila Frahm
Sheila Frahm, z domu Sloan (ur. 22 marca 1945) – amerykańska polityk związana z Partią Republikańską. W latach 1995–1996 Frahm pełniła urząd wicegubernatora stanu Kansas, zaś przez kilka miesięcy w 1996 senatora Stanów Zjednoczonych.
Urodziła się w Colby w hrabstwie Thomas w Kansas. Ukończyła Colby High School w 1963. Studiowała na Fort Hays State University oraz University of Texas w Austin.
- W latach 1985–1988 członkini Kansas State board of education (stanowego zarządu szkolnictwa)
  - Wiceprzewodnicząca w 1987
- W latach 1989–1995 członkini stanowego Senatu
  - W 1993 liderka większości republikańskiej w tym ciele

Wybrano ją na wicegubernatora Kansas w 1994 u boku jej partyjnego kolegi Billa Gravesa. Stanowisko to piastowała półtora roku (styczeń 1995 – czerwiec 1996).
Kandydatem republikanów na prezydenta w roku 1996 został wieloletni (od 1969) senator z Kansas, lider większości w Senacie i były kandydat na wiceprezydenta w 1976 Bob Dole, któremu sondaże dawały małe szanse na pokonanie urzędującego w Białym Domu demokraty Billa Clintona. Dole postanowił więc zrzec się mandatu senatora, licząc na to, iż ten manifestacyjny gest pchnie jego kandydaturę do przodu. Wybory jednak przegrał.
11 czerwca gubernator Graves, korzystając ze swoich prerogatyw, mianował Sheilę Frahm senatorem Stanów Zjednoczonych na wakujące po Dole'u miejsce do czasu wyłonienia następcy w wyborach przedterminowych. Sheila Frahm piastowała mandat od 11 czerwca do 5 listopada 1996.
Chociaż ubiegała się o nominację w wyborach przedterminowych, to przegrała z Samem Brownbackiem, który wygrał wybory.
Dziś pani Frahmm, która na powrót zamieszkała w Colby, pełni stanowisko dyrektorki Kansas Association of State Colleges.